# Jussi Ahlroth
Jussi Ahlroth (nacido en 1973) es periodista, crítico finlandés y ex-músico. Estuvo trabajando en el periódico Helsingin Sanomat como periodista cultural desde 2003 en adelante. Ahlroth evalúa, entre otros, eventos de rock, y sobre todo literatura de ciencia ficción, fantasía y de religión. En 2006 escribió el libro Mie Oon Lordi, el cual habla de la banda finlandesa Lordi, su historia y sobre los miembros desde la infancia hasta la actualidad.
Ahlroth trabajó para Amorphis, y para Abhorrence, con el bajo en los años 1989–1990. Más tarde Ahroth también tocó para la banda de rock Spiha, durante los años 1999–2005

## Discografía

### Abhorrence
- Vulgar Necrolatry (demo 1989), bajo.
- Abhorrence (7" EP 1990), bajo.

### Spiha
Álbumes
- Egoreactor CD (2003), guitarra.
- It's Alive live-CD (2005), guitarra.
- Spiritual Hallucination CD (2005), guitarra.

Sencillos y EP
- If I Ever Let You Go (sencillo 2003), guitarra.
- Toothhelmet (EP 2003), guitarra.
- Crazy (sencillo 2004)  , guitarra.
- Icebreaker (sencillo 2004), guitarra.
- Planet Horse (sencillo 2005), guitarra.

## Libros
- Johnny Kniga, ed. (2006). Mie Oon Lordi. Helsinki. ISBN 951-0-32584-8.